# Adhesión de Ucrania a la Unión Europea
La adhesión de Ucrania a la Unión Europea ha estado en la agenda para la futura ampliación de la Unión Europea (UE) desde el 28 de febrero de 2022, cuando el gobierno ucraniano formalizó su candidatura poco después de ser invadido por Rusia. El presidente de Ucrania, Volodímir Zelenski, solicitó la admisión inmediata bajo un «nuevo procedimiento especial», y los presidentes de ocho estados de la UE pidieron un proceso de adhesión acelerado. La presidenta de la Comisión Europea, Ursula von der Leyen, declaró que apoya la adhesión de Ucrania, pero que el proceso llevaría tiempo. El 1 de marzo de 2022, el Parlamento Europeo apoyó que Ucrania se convirtiera en candidata oficial a miembro, y el 10 de marzo de 2022 el Consejo de la Unión Europea solicitó a la Comisión Europea su opinión sobre la solicitud. El 8 de abril de 2022, Ursula von der Leyen presentó a Zelenski un cuestionario legislativo, al que Ucrania respondió el 17 de abril de 2022.
El 17 de junio de 2022, la Comisión Europea recomendó que el Consejo Europeo otorgara a Ucrania el estatus de candidato a la adhesión. El 23 de junio siguiente, el Parlamento Europeo votó a favor  y el Consejo Europeo concedió el estatus el mismo día.
El Acuerdo de Asociación Unión Europea-Ucrania se firmó en 2014 después de que una serie de eventos que habían estancado su ratificación culminaran en una revolución en Ucrania y la huida y la posterior destitución del entonces presidente, Víktor Yanukóvich. El Área de Libre Comercio Amplia y Profunda con Ucrania entró en vigor el 1 de septiembre de 2017 después de haber sido aplicada provisionalmente desde el 1 de enero de 2016, y el Acuerdo de Asociación entró plenamente en vigor el 1 de septiembre de 2017.

## Antecedentes

### 2002–2007
En 2002, el entonces comisario de ampliación de la Unión Europea, Günter Verheugen, dijo que «la perspectiva europea para Ucrania no significa necesariamente la adhesión en los próximos 10 o 20 años, aunque es posible». Para ser parte de la Unión, el estado solicitante debe cumplir con las condiciones políticas y económicas comúnmente conocidas como los Criterios de Copenhague (adoptados en la Cumbre de Copenhague en 1993), es decir, un gobierno democrático que reconozca el estado de derecho y las libertades e instituciones pertinentes. De acuerdo con el Tratado de Maastricht, cada Estado miembro actual, así como el Parlamento Europeo, debe acordar cualquier ampliación.
La obtención del estatus de miembro de pleno derecho de la UE como objetivo estratégico de Ucrania fue declarada por primera vez por el presidente de Ucrania Viktor Yushchenko inmediatamente después de su elección a principios de 2005. El 13 de enero de 2005, el Parlamento Europeo casi por unanimidad (467 a favor, 19 en contra) adoptó una resolución sobre las intenciones del Parlamento Europeo de converger con Ucrania en cuanto a la adhesión. La Comisión Europea señala que, aunque aún debe transcurrir un cierto período preparatorio, no se descarta la admisión de nuevos miembros.
Varios líderes influyentes de la UE en ese momento expresaron su apoyo para mejorar los lazos con Ucrania. En particular, el ministro de Relaciones Exteriores de Polonia, Adam Rotfeld, declaró el 21 de marzo de 2005 que Polonia apoyaría las aspiraciones de integración europea de Ucrania bajo cualquier circunstancia. En particular, dijo: «En esta etapa, debemos centrarnos en pasos concretos de cooperación en lugar de conversaciones vacías sobre la cooperación paneuropea». Tres días después, una encuesta en los seis países más grandes de la Unión mostró el compromiso de los ciudadanos de la UE de aceptar a Ucrania como miembro de pleno derecho en el futuro.
En octubre de 2005, el presidente de la Comisión Europea, José Manuel Barroso, dijo que «el futuro de Ucrania está en la Unión Europea». Sin embargo, el 9 de octubre de 2005, la Comisión Europea, en una nueva versión del Documento de estrategia de desarrollo, afirmó que la implementación de los planes de ampliación (Croacia y las ex repúblicas yugoslavas) podría bloquear la adhesión de Ucrania, Bielorrusia y Moldavia. El comisario de Ampliación, Olli Rehn, dijo que la UE debería evitar «demasiadas ampliaciones», destacando que el plan de ampliación actual parece completo.
Aunque los funcionarios y politólogos ucranianos mencionaron varias fechas específicas para una posible membresía, hasta ahora la UE solo ha propuesto oficialmente a Ucrania la Política Europea de Vecindad de Ucrania. La administración presidencial ha criticado el estado propuesto de las relaciones de vecindad.

### 2007–2014
En marzo de 2007, a Ucrania se le ofreció un Acuerdo de Libre Comercio con la Unión Europea. Aunque esta propuesta provocó una reacción mucho más fuerte por parte del Estado ucraniano, no contenía planes específicos para la adhesión de Ucrania a la UE en un futuro próximo. Algunos políticos de Europa occidental han hablado de la "fatiga de la ampliación" temporal de las instituciones europeas. Los observadores ucranianos identifican el llamado "grupo de resistencia" de la adhesión de Ucrania a la UE. En particular, al concluir el texto del Acuerdo Reforzado entre Ucrania y la Unión en marzo de 2007, se excluyeron las referencias a la perspectiva de adhesión. «Cualquier mención de la perspectiva de la adhesión de Ucrania a la Unión Europea ha sido excluida del proyecto de acuerdo mejorado entre Ucrania y la UE debido a la posición de Francia», escribió el periódico alemán Frankfurter Allgemeine Zeitung. La posición de Italia depende de la situación política interna de este país. Así, durante la campaña electoral en este país, el gobierno de Silvio Berlusconi dio señales diplomáticas de que estaba dispuesto a apoyar las aspiraciones de integración europea de Ucrania. Su oponente político Romano Prodi, por otro lado, dijo que «las perspectivas de Ucrania para unirse a la UE son las mismas que en Nueva Zelanda».
Según la política de la Asociación Oriental, Ucrania puede convertirse en miembro de la Unión Europea. El 27 de febrero de 2014, el Parlamento Europeo aprobó una resolución que reconocía el derecho de Ucrania a «solicitar convertirse en miembro de la Unión, siempre que se adhiera a los principios de la democracia, respete las libertades fundamentales y los derechos humanos y de las minorías, y garantice el estado de derecho».  El Parlamento Europeo señala que, de conformidad con el artículo 49 del Tratado de la Unión Europea, Georgia, Moldavia y Ucrania, como cualquier otro país europeo, tienen una perspectiva europea y pueden solicitar su adhesión a la UE] de conformidad con los principios de la democracia, - dijo en una resolución del Parlamento Europeo en Bruselas, adoptada en la última sesión antes de las elecciones al Parlamento Europeo, que tuvo lugar del 23 de mayo al 25 de mayo de 2014. El 27 de junio de 2014 El presidente de la Comisión Europea, José Manuel Barroso, declaró que el Acuerdo de Asociación es el comienzo de la adhesión de Ucrania a la UE. El mismo día, el comisario de Ampliación de la UE, Štefan Füle, declaró que creía en la futura pertenencia de Ucrania a la UE.

### 2014–2022

La bandera utilizada por activistas en Euromaidán.

En marzo de 2016, el presidente de la Comisión Europea, Jean-Claude Juncker, declaró que Ucrania tardaría al menos entre 20 y 25 años en unirse a la Unión Europea y la OTAN. En junio de 2018, el presidente de Ucrania, Petró Poroshenko, dijo que esperaba que Ucrania se uniera a la Unión Europea y a la OTAN para 2030.
El 21 de febrero de 2019, se modificó la Constitución de Ucrania, las normas sobre el curso estratégico de Ucrania para ser miembro de la UE y la OTAN están consagradas en el preámbulo de la Ley Básica, tres artículos y disposiciones transitorias.
En la X sesión de la Asamblea Interparlamentaria Ucrania-Polonia-Lituania, que finalizó el 8 de junio de 2019 en Kiev, las partes firmaron un documento final que contiene un acuerdo sobre la estrategia de 2025 y 2027 como período para la posible adhesión de Ucrania a la UE. El 23 de julio de 2020, los tres países crearon una plataforma para la cooperación política, económica, cultural y social: el Triángulo de Lublin, cuyo objetivo es apoyar la integración de Ucrania en la UE y la OTAN.
En febrero de 2021, el líder de la Unión Demócrata Cristiana de Alemania, Armin Laschet, quien era considerado un posible sucesor de Angela Merkel como canciller de Alemania, apoyó la idea de la ampliación de la UE y de dar a Ucrania una perspectiva europea:

La cuestión de la adhesión de Ucrania a la UE no se plantea en este momento, pero surgirá inevitablemente en el futuro. Debemos apoyar a Ucrania en su difícil camino y al mismo tiempo abrir una perspectiva europea.
Armin Laschet

Varios expertos creen que en tiempos de deterioro de las relaciones entre Rusia y la UE, Ucrania tiene una ventana de oportunidad para unirse a la organización europea. Pavló Klimkin señaló que Ucrania todavía no cumple con ningún criterio para unirse a la UE, ya que no tiene una democracia establecida, un estado de derecho y una economía de mercado en toda regla. Según él, la primera oportunidad se perdió a principios de 2005, cuando se convenció a Yushchenko de no postularse, y en 2014 fue mucho más difícil hacerlo.
El 11 de febrero de 2021, el Parlamento Europeo publicó un informe sobre el éxito de Ucrania en la implementación del Acuerdo de Asociación con la Unión Europea. El documento destaca tanto los principales éxitos de Ucrania en este camino, como los fracasos o momentos que dificultan el proceso de reforma en el país. En general, la Unión Europea aún no está lista para hablar oficialmente sobre las perspectivas de la adhesión de Ucrania a las filas de los Estados miembros, pero se reconoce la perspectiva europea de Ucrania. En 2021, Ucrania se estaba preparando para solicitar formalmente la membresía de la UE en 2024, para unirse a la organización Europea en la década de 2030.

## Situación tras la invasión rusa de Ucrania

Marzo de 2022:
Ucrania
Estados miembros de la UE que apoyan la adhesión acelerada de Ucrania
Estados miembros de la UE que apoyan la concesión acelerada del estatus de candidato a Ucrania
Otros Estados miembros de la UE
Territorios ucranianos ocupados por Rusia

La respuesta de la Unión Europea a la invasión rusa de Ucrania hace referencia a las diferentes medidas adoptadas e impuestas por la Comisión Europea, el Consejo y el Consejo Europeo (Estados miembros) para sancionar económicamente a Rusia, contrarrestar los efectos de la agresión rusa iniciada en febrero de 2022 y apoyar económica y militarmente a Ucrania. Desde el inicio de la intervención militar, la UE y varios de sus aliados como Estados Unidos, decidieron aumentar las sanciones contra el gobierno ruso iniciadas en 2014 a fin de «paralizar» la capacidad rusa para «financiar su maquinaria de guerra» y dificultar su manejo de activos para obtener liquidez. Adicionalmente, varios gobiernos nacionales de los Estados miembros decidieron enviar armamento y ayuda económica al gobierno ucraniano mediante fondos nacionales y el Fondo Europeo de Apoyo a la Paz, así como facilitar la entrada de refugiados ucranianos a la Unión.

### Estatus de candidato a Ucrania

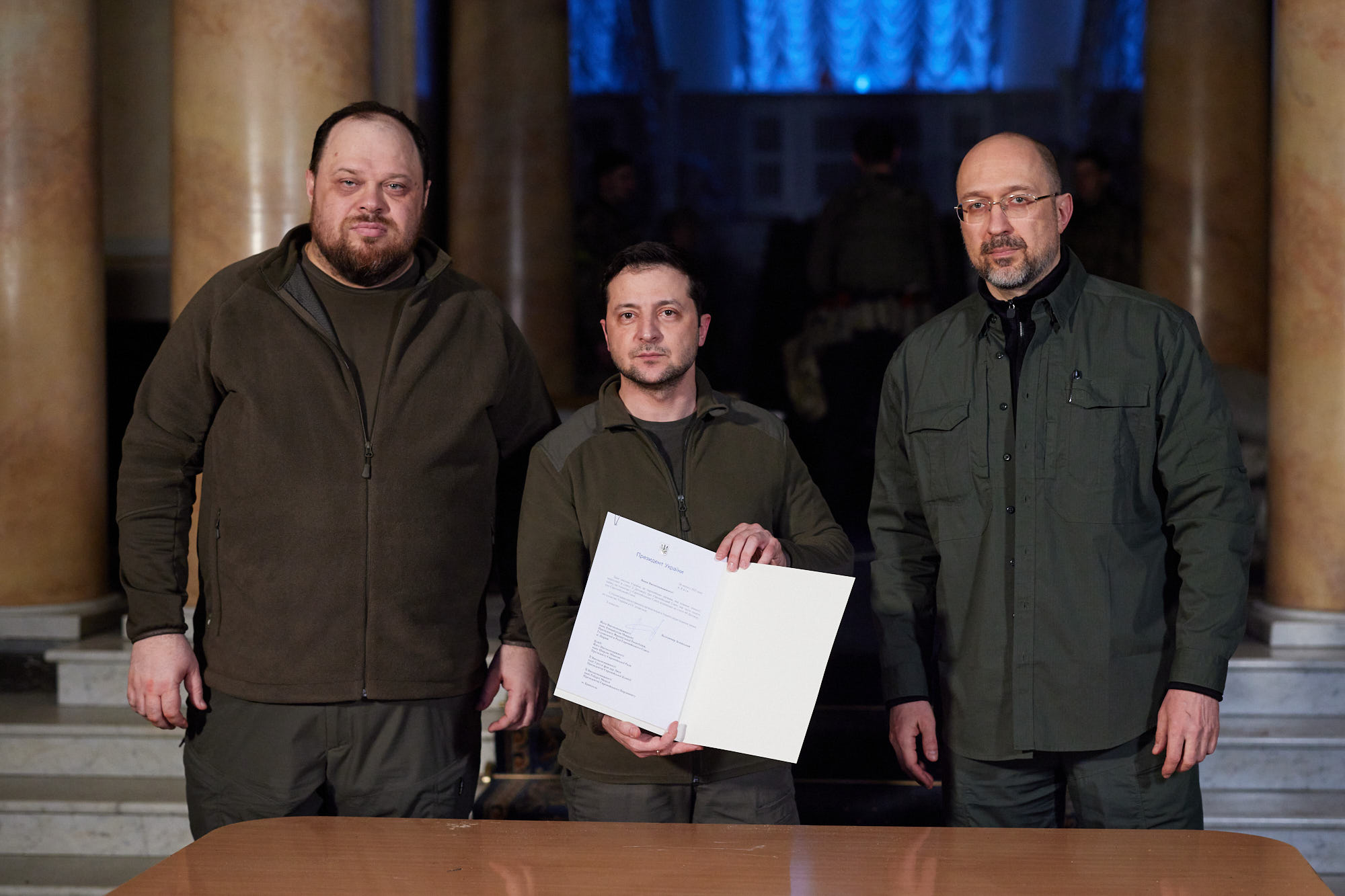
Fichaje de la aplicación para accesión a la UE, 28 de febrero de 2022.

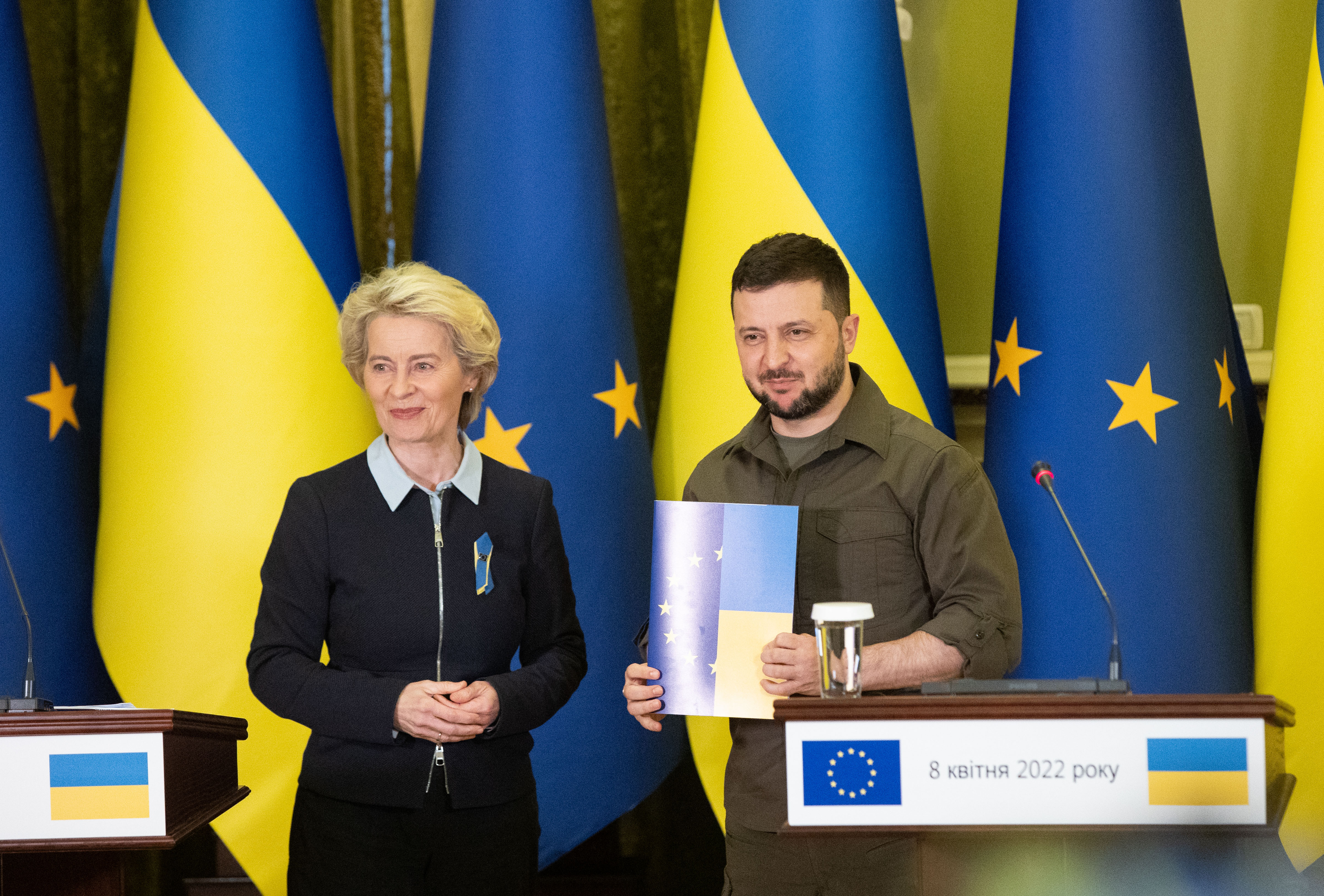
Presentación del cuestionario de pertenencia a la UE el 8 de abril de 2022 por la presidenta de la Comisión Europea von der Leyen y el presidente Zelensky.

Después de la invasión rusa de Ucrania en 2022, hubo llamadas adicionales para iniciar un proceso de adhesión formal: Ucrania reiteró su deseo de convertirse en miembro de la unión y la Comisión von der Leyen, declaró que Ucrania pertenece a la Unión Europea. El primer ministro eslovaco, Eduard Heger, expresó su apoyo a un proceso de adhesión acelerado.
El 26 de febrero de 2022, el presidente polaco, Andrzej Duda, pidió la adhesión acelerada de Ucrania a la UE. El 27 de febrero, el primer ministro esloveno, Janez Janša, junto con el primer ministro polaco Mateusz Morawiecki, propusieron un plan para la rápida integración de Ucrania en la UE para 2030 en una carta al presidente del Consejo Europeo, Charles Michel. El primer ministro eslovaco, Eduard Heger, también propuso a la UE crear un nuevo procedimiento especial para la adhesión de Ucrania, con el fin de ayudar a Ucrania a recuperarse de la guerra en el futuro.
El 28 de febrero, Ucrania presentó oficialmente una carta de solicitud de membresía. Debido a la crisis en curso, el presidente Zelenskyi solicitó la admisión inmediata a la Unión Europea bajo un procedimiento especial. El mismo día, ocho estados de la UE firmaron una carta apoyando un proceso acelerado de adhesión de Ucrania, y el 1 de marzo, el ministro de Asuntos Exteriores húngaro, Péter Szijjártó, declaró que su país también apoyaría un proceso acelerado. El 1 de marzo, el Parlamento Europeo, tras un debate en el que el presidente de Ucrania se dirigió y recibió aplausos, recomendó que Ucrania fuera candidata oficial a la adhesión a la UE. El Parlamento Europeo votó a favor de la adhesión de Ucrania con 637 votos a favor, 13 en contra y 26 abstenciones.
El 1 de marzo de 2022, los presidentes de ocho Estados miembros de la UE (Bulgaria, República Checa, Estonia, República de Letonia, República de Lituania, República de Polonia, República Eslovaca y República de Eslovenia) firmaron una carta abierta pidiendo a Ucrania que se le dé la posibilidad de ser miembro de la UE y que comience el proceso de negociaciones de inmediato. El mismo día, el ministro de Relaciones Exteriores de Hungría, Peter Siarto, pidió la adhesión acelerada de Ucrania a la Unión Europea.
El pasado 2 de marzo, sin embargo, el ministro español de Asuntos Exteriores, José Manuel Albares, afirmó que "pertenecer a la UE no es un proceso caprichoso ni se puede hacer por una mera decisión política", recordando que el país candidato "debe cumplir unas determinadas condiciones sociales, políticas y normas económicas".
El 7 de marzo, la UE dijo que evaluará formalmente la solicitud de Ucrania y el 10 de marzo de 2022, el Consejo de la Unión Europea solicitó a la Comisión su opinión sobre la solicitud.
El 9 de marzo de 2022, el Senado de Polonia adoptó una resolución en la que instaba a los países de la Unión Europea a apoyar el proceso acelerado de adhesión de Ucrania a la UE con 93 votos a favor. «La sociedad ucraniana sin duda ha demostrado que está lista para ser parte de una Europa unida y lista para pagar con sangre la devoción a los valores europeos. Los soldados ucranianos, defendiendo las fronteras de su país, protegen a toda Europa», dice el documento.
El 8 de abril de 2022, la presidenta de la Comisión von der Leyen, después de visitar Bucha tras la masacre, visitó Kiev y se reunió con el presidente Zelenskyi y le presentó el cuestionario legislativo para comenzar la solicitud de Ucrania y se ofreció a acelerar el proceso. Borrell anunció que la delegación de la UE en Ucrania, encabezada por Matti Maasikas, regresará a Kiev después de que fuera evacuada al estallar la guerra. El 17 de abril siguiente, Ucrania respondió a la primera parte del cuestionario legislativo, mientras que respondió a la segunda y última parte el 9 de mayo de 2022.
El 23 de junio de 2022, el Parlamento Europeo adoptó una resolución en la que pide la concesión inmediata del estatus de candidato a miembro de la Unión Europea a Ucrania. El 23 de junio de 2022, durante la Cumbre de la Unión Europea Europea en Bruselas, se le otorgó el estatus de candidato a Ucrania junto con Moldavia.
El 14 de diciembre de 2023, la Unión Europea acordó iniciar las conversaciones de adhesión.

## Negociaciones y estimaciones
Las conversaciones de negociación aún no habían comenzado en abril de 2022. Ucrania esperaba comenzar las negociaciones más adelante en 2022 a través de un procedimiento de adhesión acelerado.
Según cálculos de la Comisión Europea, la entrada de Ucrania en la UE le haría recibir 186.000 millones de euros durante los siete años siguientes a la adhesión. Casi todos los Estados miembros que actualmente reciben más fondos de la UE que lo que contribuyen, como por ejemplo Polonia, pasarían a ser contribuyentes netos al presupuesto europeo.

## Opinión pública
En Ucrania

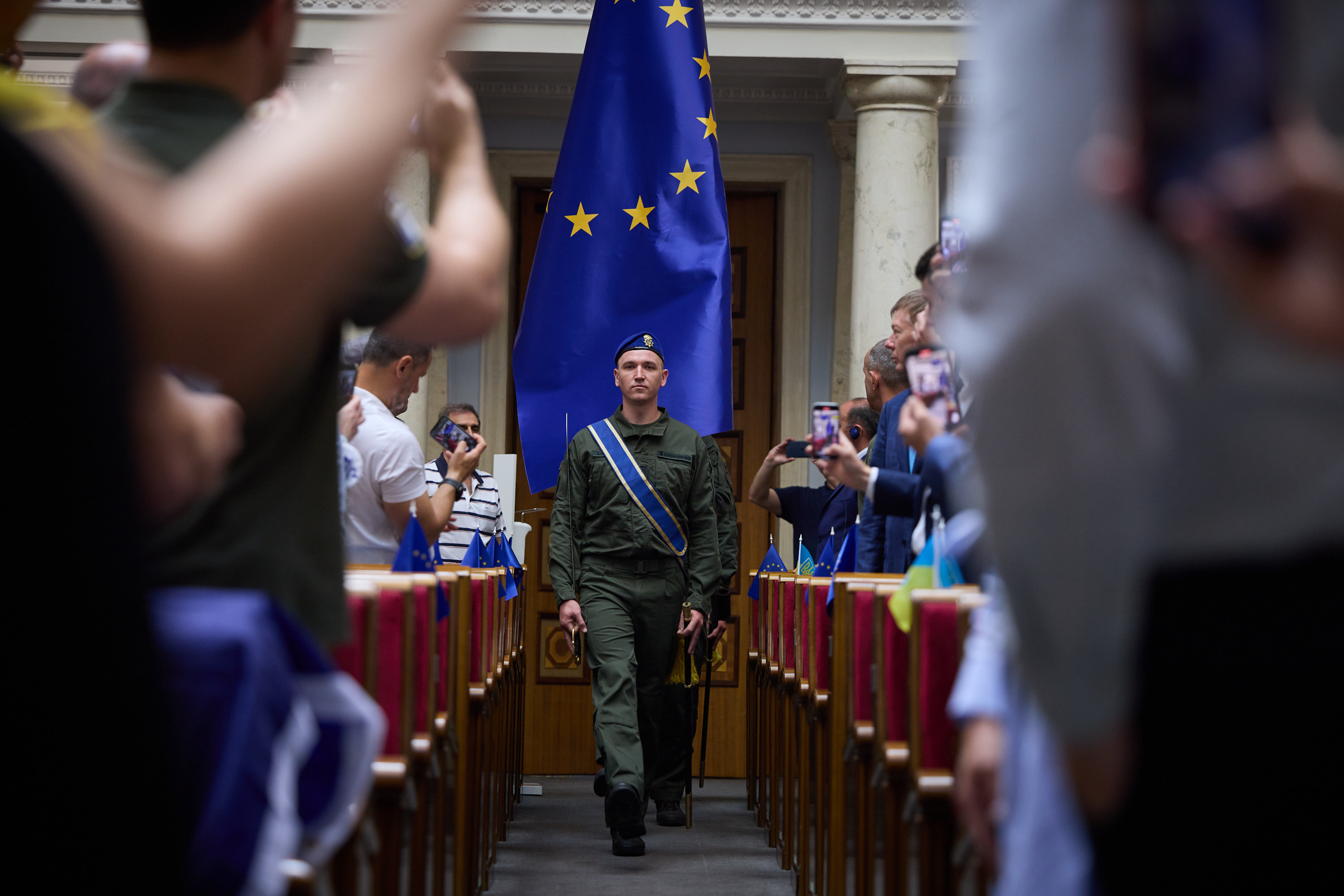
El 1 de julio de 2022, la bandera de la UE fue llevada al salón de la Verkhovna Rada de Ucrania.

El 91% de los ucranianos apoyaba unirse a la Unión Europea según una encuesta realizada el 30 y 31 de marzo de 2022, justo después de la invasión rusa de Ucrania, frente al 66,4% de febrero de 2015.
En agosto de 2023, en torno a un 70% de los encuestados creía que Ucrania entrará efectivamente en la UE y en la OTAN antes de 10 años.
En la UE
Según una encuesta realizada por Ifop encargada por Yalta European Strategy y la Fundación Jean-Jaurès del 3 al 7 de marzo de 2022, había un 92% de los partidarios de la adhesión de Ucrania a la UE en Polonia, el 71% en Italia, el 68% en Alemania, y el 62% en Francia.
La encuesta Flash Eurobarómetro realizada en abril de 2022 mostraba un mayor apoyo a la adhesión de Ucrania a la UE en Portugal (87% de los encuestados), Estonia (83%), Lituania (82%), Polonia (81%) e Irlanda (79%). Los húngaros eran los más escépticos, con solo el 48% a favor y 37% en contra. Al mismo tiempo, Hungría tenía la proporción más alta de población indecisa sobre este tema: 16%, igual que en Francia y Bélgica.